# Pete Way
Peter Frederick Way (Enfield, 7 agosto 1951 – 14 agosto 2020) è stato un bassista britannico, noto per essere membro degli UFO.

## Biografia
Fondò altri progetti come i Fastway con l'ex Motörhead "Fast" Eddie Clarke e i Waysted. Partecipò come turnista alla band di Ozzy Osbourne nel 1982/83. Inoltre creò un nuovo progetto con il suo vecchio amico (e compagno negli UFO) Michael Schenker chiamato The Plot, oltre a collaborare con il progetto dello stesso Michael Schenker M.S.G..
Pete Way è morto nell'agosto del 2020 all'età di 69 anni per le lesioni riportate in un incidente stradale avvenuto due mesi prima.

## Discografia

### Solista
- Amphetamine (2000)
- Alive in Cleveland (2002)
- Acoustic Animal (2007)

### Con gli UFO

#### In studio
- UFO1 (1970) Uncharted
- Flying (1972) Uncharted
- Phenomenon (1974) Uncharted
- Force It (1975) Chart Position 71 (US)
- No Heavy Petting (1976) Chart Position 167 (US)
- Lights Out (1977) Chart Position 51 (UK), 23 (US)
- Obsession (1978) Chart Position 26 (UK), 41 (US)
- No Place to Run (1980) Chart Position 11 (UK), 51 (US)
- The Wild, the Willing and the Innocent (1981) Chart Position 19 (UK), 77 (US)
- Mechanix (1982) Chart Position 8 (UK), 82 (US)
- Making Contact (1983) Chart Position 32 (UK), 153 (US)
- Misdemeanor (1985) Chart Position 74 (UK), 106 (US)
- Ain't Misbehavin' (1988) Uncharted
- High Stakes & Dangerous Men (1992) Uncharted
- Walk on Water (1995) Uncharted
- Covenant (2000) Uncharted
- Sharks (2002) Uncharted
- You Are Here (2004) Uncharted
- The Monkey Puzzle (2006)

#### Live
- Live (1972) Uncharted
- Live in Concert (1974)
- Lights Out in Tokyo (1978)
- Strangers in the Night (1979) Chart Position 42 (US), 8 (UK)
- Live in Japan (1992)
- T.N.T. (1993)
- Live in Texas (1994)
- Heaven's Gate (1995)
- X-Factor: Out There & Back (1997)
- On with the Action (1998)
- Showtime (2005)

#### Raccolte
- Space Metal (UFO)|Space Metal (1976)
- Anthology (UFO)|Anthology (1986)
- The Essential UFO (1992)
- Best of UFO: Gold Collection (1999)

### Con i Waysted

#### In Studio
- Vices (1983) #78 UK
- The Good The Bad The Waysted (1985)
- Save Your Prayers (1986) #185 US
- Wilderness of Mirrors (2000) [registrato nel 1986]
- Back From The Dead (2004)
- The Harsh Reality (2007)

#### Mini-album
- Waysted (1984) #73 UK

#### Live
- You Won't Get Out Alive (2000)
- Boot from the Dead (2005)
- Organised Live Chaos (2006)

#### Raccolte
- Completely Waysted (1986)
- Your Prayers Are Saved (2000)

### Mogg/Way
- Edge of the World (1997)
- Chocolate Box (1999)

### Partecipazioni
- Bad Business - Bad Business (1994)
- The Plot - The Plot (2003)
- M.S.G. - Tales of Rock'n'Roll (2006)